# Judéo-araméen galiléen
Le judéo-araméen galiléen (ארמית גלילית) est l’araméen  occidental. Ce dialecte occidental est parlé en terre d'Israël, dans lequel sont rédigés les Targoumim palestiniens, les portions araméennes du Talmud de Jérusalem, et les midrashim palestiniens. Tandis que le araméen judéo-babylonien est la langue du Talmud de Babylone dérivée de l’araméen oriental. 

## Grammaire

### Catégories verbales
La grammaire en judéo-araméen galiléen  conçoit la conjugaison du verbe selon diverses modalités telles l'indicatif, l'intensif, le causatif, le réflexif, exprimées par la forme du thème (linguistique). Elle classe les thèmes en six catégories verbales caractérisées par la présence ou l'absence d'un préfixe "modal" mais surtout par la forme de la structure vocalique du thème nommée binəyān בִּנְיָן. Chaque verbe peut théoriquement se conjuguer selon le modèle des six binəyānîm בִּנְיָנִים.
Les catégories "modales" sont en judéo-araméen galiléen dans des catégories morphologiques désignées par les termes pe‘al (פְּעַל) , Aph'el (אַפְעֵל), Pa'el (פַּעֵל), Itpe'el (אִתְפְּעֵל), Itaph'al (אִתַפְעַל) et Itpa'al (אִתְפַּעַל). 
| binəyān judéo-araméen galiléen | binəyān hébreu | exemple judéo-araméen galiléen | exemple hébreu | français           |
| פְּעַל Pe'al                      | קַל Qal/Pa'al   | כְּתַב                            | כָּתַב            | il a écrit         |
| אִתְפְּעֵל ithpe'el                 | נִפְעַל Niphal    | אִתְכְּתֵיב                         | נִכְּתַב           | il a été écrit     |
| אַפְעֵל Aph'el                    | הִפְעִיל Hiphil   | אַפְקֵד                           | הִפְקִיד          | il a déposé        |
| אִתַפְעַל Ittaph'al                | הָפְעַל Hophal    | אִתַפְקַד                          | הָפְקַד           | il a été déposé    |
| פַּעֵל Pa'el                      | פִּעֵל Pi'el      | קַדֵיש                           | קִדֵש            | il sanctifié       |
| אִתְפַּעַל Ithpa'al                 | נִתְפַּעַל Nitpa'al | וְיִתְקַדַּשׁ                         | נִתְקַדַּשׁ          | il a été sanctifié |

#### passé
| passé hébreu  | passé judéo-araméen galiléen | la romanisation du judéo-araméen | traduction française |
| (אני) קטלתי   | קטלית                        | qatlet                           | j'ai tué             |
| (אתה) קטלת    | קטלת                         | qtalt                            | tu as tué            |
| (הוא) קטל     | קטל                          | qtal                             | il a tué             |
| (אנחנו) קטלנו | קטלנן                        | qtalnan                          | nous avons tué       |
| (אתם) קטלתם   | קטלתון                       | qtalton                          | vous avez tué        |
| (הם) קטלו     | קטלו                         | qtalu                            | ils ont tué          |

#### présent
| présent hébreu | présent judéo-araméen galiléen | la romanisation du judéo-araméen | traduction française |
| קוטל           | קטל                            | qatel                            | il tue               |
| קוטלת          | קטלה                           | qatla                            | Elle tue             |
| קוטלים         | קטלין                          | qatlin                           | Ils tuent            |
| קוטלות         | קטלן                           | qatlan                           | Elles tuent          |

#### futur
| futur hébreu  | futur judéo-araméen galiléen | la romanisation du judéo-araméen | traduction française |
| (אני) אקטול   | נקטול                        | neqtol                           | je tuerai            |
| (אתה) תקטול   | תקטול                        | teqtol                           | tu tueras            |
| (הוא) יקטול   | יקטול                        | yeqtol                           | il tuera             |
| (אנחנו) נקטול | נקטול                        | neqtol                           | nous tuerons         |
| (אתם) תקטלו   | תקטלון                       | teqtelun                         | vous tuerez          |
| (הם) יקטלו    | יקטלו                        | yeqtelu                          | ils tueront          |